# 石上大輔
石上大輔（いしがみ だいすけ）は、日本の元子役。愛称は「大ちゃん」あるいは「ダイ」。

## 略歴
1989年、東映不思議コメディーシリーズ第9作『魔法少女ちゅうかなぱいぱい!』で、準主役の高山シンゴ役に抜擢された。劇中での、ヒロイン・小沢なつきとの軽妙なやり取りが関係者の間で注目され、一躍演技派子役としてブレイク。同番組の挿入歌『おねがいします ぼく達を』を共演の湯本貴宣、山中一希とともに歌う。また、同シリーズ第10作『魔法少女ちゅうかないぱねま!』にも引き続いて出演し、コンスタントな演技を披露した。当時、所属事務所にはファンレターがダンボール箱いっぱいになるほど殺到したという。しかしながら、学業を優先するとの両親の方針で、徐々に露出が減少し、時々バラエティ番組やドラマに出演したりして細々と芸能生活を続けていたが、中学進学後に完全にスクリーンを去った。

## 主な出演作品
- 家庭って？（1986年1月6日 - 2月28日、TBS）
- 親子ゲーム（1986年6月7日 - 8月16日、TBS）- 葬儀屋の子供 役（第4・6話）
- どうぶつ通り夢ランド（1986年9月21日 - 1987年3月22日、テレビ朝日）第21話「手術ミス!?女医が一人立ちする時」
- 七人の孫（1987年1月2日、TBS）
- スケバン保母さん ツッパリ風雲録（1987年7月6日、フジテレビ）
- 愛が見えるとき（1987年12月13日、読売テレビ）
- だまし絵の女（1988年2月15日 - 2月18日、TBS）
- オトコだろッ!（1988年7月21日 - 9月22日、フジテレビ）中嶋涼太 役（第1〜7話）
- 魔法少女ちゅうかなぱいぱい!（1989年1月〜7月、フジテレビ） 高山シンゴ 役
- 魔法少女ちゅうかないぱねま!（1989年7月〜12月、フジテレビ） 高山シンゴ 役